# Biszlama nyelv
A biszlama (bislama, korábbi neve: beach-la-mar) egy angolalapú kreol nyelv a csendes-óceáni Vanuatu-szigeteken (volt Új-Hebridák), amelyek 1980 óta független államok. A biszlama nyelv elnyerte a nemzeti nyelv státuszát, egyben az angol és a francia mellett hivatalos nyelv, közvetítő nyelv a szigetlakók között. Beszélőinek száma nagyjából azonos lehet a szigetcsoport 150 ezer fős lakosságával, akik 105 különböző (melanéziai) nyelvet vagy nyelvjárást tudnak anyanyelvükül. Az alkotmány különben szavatolja a szigetek etnikai, kulturális és nyelvi sokféleségét mint nemzeti érték. Ennek ellenére mind a helyi nyelveknek, mind a biszlamanak a tekintélye, főképp az iskolázott, franciául, angolul tudó réteg között csekély.